# Meyenaster
Meyenaster is een geslacht van zeesterren uit de familie Asteriidae.

## Soort
- Meyenaster gelatinosus (Meyen, 1834)